# Pierre Duval Le Camus

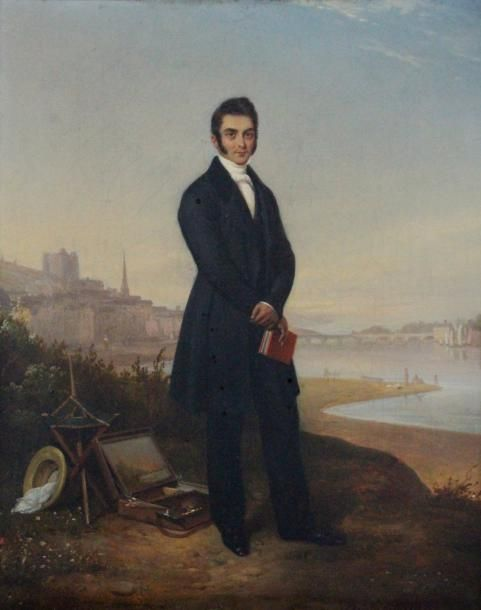
Presupus autoportret de Pierre Duval Le Camus în fața orașului Saumur

Pierre Duval Le Camus, cunoscut sub numele de Camus le père, (n. 13 februarie 1790, Lisieux, Basse-Normandie, Franța – d. 29 iulie 1854, Saint-Cloud, Île-de-France, Franța) a fost un pictor și litograf francez specializat în portrete și scene de gen. Fiul său, Jules-Alexandre Duval Le Camus⁠(d), a devenit și el un artist cunoscut.

## Biografie
Tatăl său, un maestru în sticlărie, l-a trimis la Paris să învețe meseria. Odată ajuns acolo, s-a trezit în schimb atras de arte și a început să ia lecții de la Claude Gautherot⁠(d). Mai târziu, în 1808, va studia cu Jacques-Louis David. În 1811, a pictat un portret al lui Eustache-Marie Courtin, procuror al Republicii.
Drept urmare, s-a întâlnit și s-a căsătorit cu nepoata lui Courtin, Aglaé Virginie d'Houlouve; a fost o căsnicie norocoasă care i-a deschis porțile înaltei societăți, întrucât bunicul ei fusese președinte al Baroului Parlamentului din Paris, iar tatăl ei era ofițer de cavalerie.
Pe lângă numeroasele sale portrete, atât ale personalităților notabile, cât și ale celor uitate acum, a fost foarte apreciat și pentru scenele sale de gen. A expus în mod regulat la Salon⁠(d) din 1819 până în 1853. Mulți dintre dintre membrii nobilimii erau clienții săi; La Réprimande a fost cumpărată de ducesa de Berry, La Chasse au traque de Ludovic al XVIII-lea și La Nourrice de regele Ludovic-Filip. Mai târziu a devenit un fel de pictor neoficial de curte pentru ducesă.
În 1837, a fondat Musée d'art et d'histoire de Lisieux și a fost numit Cavaler în Legiunea de Onoare. În 1848, în timpul Revoluției, a plecat să locuiască la Saint-Cloud și a ocupat funcția de primar din 1853 până la moartea sa.
Lucrările sale pot fi văzute la Muzeul de Arte Frumoase din Bordeaux, Muzeul Thomas-Henry, Muzeul de Artă și Istoria din Narbonne, Luvru și Ermitaj.

## Galerie

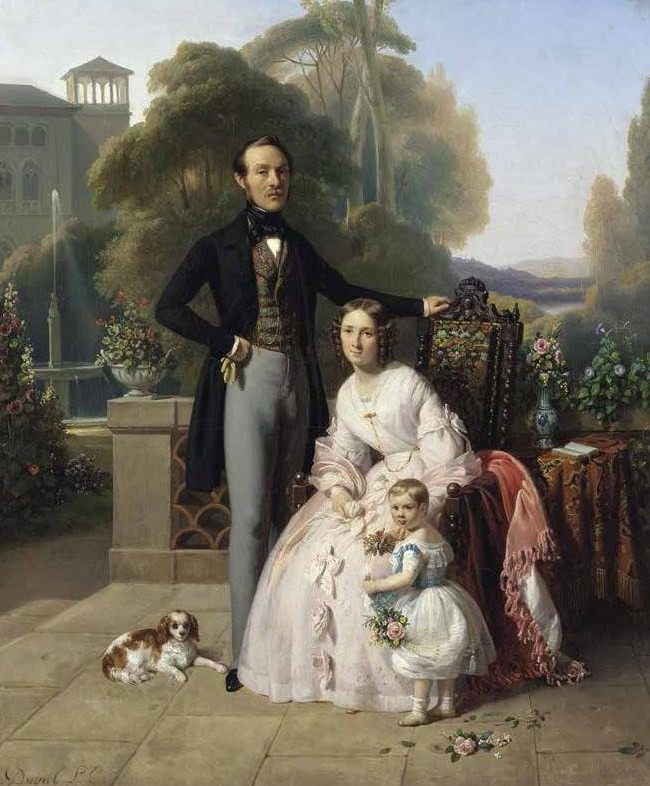
Ivan Mihailovici Skoropadski și familia lui
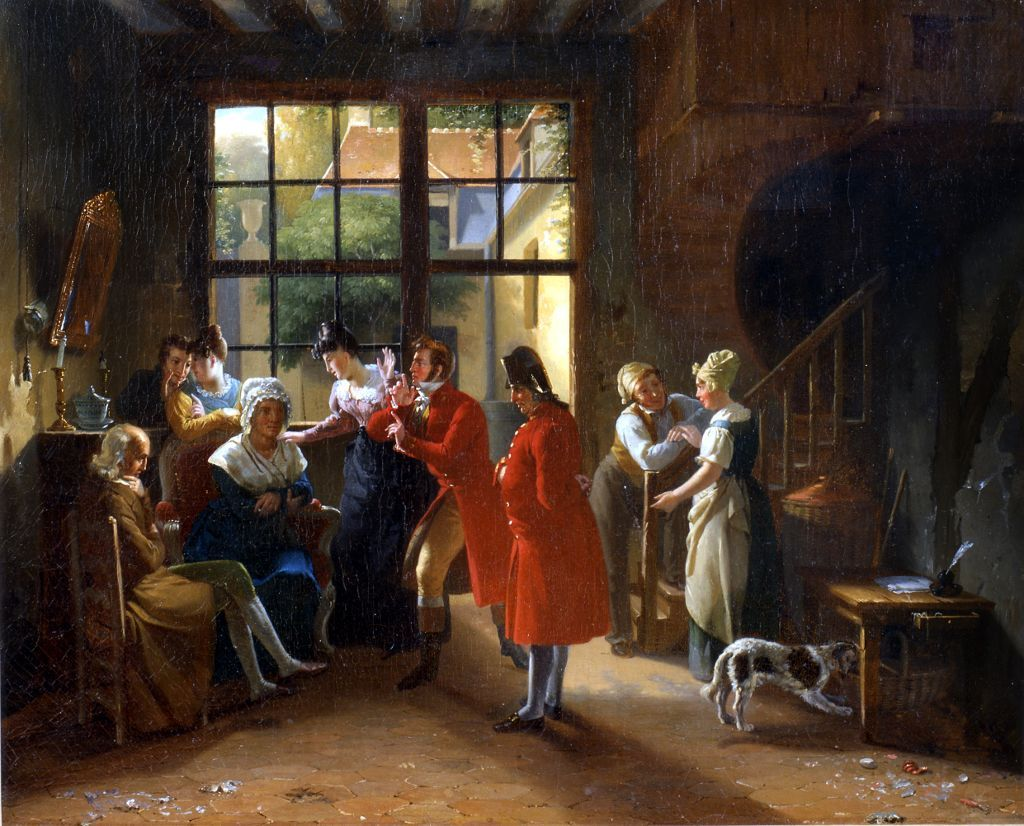
Bârfitori la ușă